# 鉢植を買う女
『鉢植を買う女』（はちうえをかうおんな）は、松本清張の短編小説。『影の車』第7話として『婦人公論』1961年7月号に掲載され、同年8月に短編集『影の車』収録の一作として、中央公論社から刊行された。
これまで4度テレビドラマ化されている。

## あらすじ
上浜楢江は精密機械会社に勤めているが、女性社員としては最年長となっていた。不器量の彼女は、美しい同僚2人が若い社員からもてるのをよそに、恋愛の対象から除外されていた。楢江は美人の同僚に言い寄る男たちの言葉に次第に耳をふさぐようになり、懸命に仕事に精を出した。結婚に諦めを持つようになった彼女には、金さえあれば、いかなる不幸も、ある程度は防げるように思われた。やがて楢江はかなりの金を貯め、金銭的に苦しむ社員に対して、金貸しを始める。会計課の杉浦淳一も楢江から金を借りる常連となった。返済が溜り、利子も払えなくなった杉浦は、それを棒引きさせるため、楢江を陥れることを思い立つ。

## エピソード
- エッセイストの酒井順子は「この作品には注目すべき記述がある。楢江は終戦前から勤めていたので「女子の新しい定年制度にも彼女は抵触しない」のであり「男子社員と同じように五十五歳までは頑張れる」とされている。この小説が書かれた昭和36年当時、定年は五十五歳という企業が多かった。またこの頃は、男性よりも女性の定年を低く設定している企業が、珍しくなかった」と指摘し「（松本清張作品における）オールドミスたちの声は、当時の企業に対する鋭い批判の声ともなっている」と述べている[1]。

## テレビドラマ

### 1962年版
1962年4月12日と4月13日（22:15-22:45）、NHKの「松本清張シリーズ・黒の組曲」の1作として2回にわたり放映。
キャスト
- 中北千枝子
- 近藤洋介
- 近江俊輔
- 佐野タダ枝
- 長谷部健
- 永島明
- 永井玄哉
- 保科三郎
- 奥野匡
- 神山寛
- 前田昌明

スタッフ
- 脚色：川崎九越
- 音楽：別宮貞雄
- 演出：境正顕
- 制作：NHK

### 1966年版
1966年2月1日、関西テレビ制作・フジテレビ系列(FNS)の「松本清張シリーズ」枠（21:00-21:30）にて放映。
キャスト
- 根岸明美
- 寺島達夫

スタッフ
- 脚本：田村孟
- 監督：堀泰男
- 制作：関西テレビ

### 1993年版
「松本清張スペシャル・鉢植を買う女」。1993年12月11日、テレビ朝日系列の「土曜ワイド劇場」枠（21:02-22:51）にて放映。サブタイトルは「上浜楢江32才、寂しい女の予期せぬ完全犯罪 もうあなたを離さない」。視聴率17.8％（ビデオリサーチ調べ、関東地区）。
キャスト
- 上浜楢江（「シグマ精密機械」総務部管財課勤務の独身OL）：池上季実子
- 阿部奈緒子（楢江の後輩）：秋本奈緒美
- 森肇（楢江の同期）：羽場裕一
- 馬場友代：有川まゆ
- 係長：田山涼成
- 社員：BOB藤原、衣笠健二
- 管理人：つじしんめい
- 杉浦淳一（楢江と同じ会社の総務部経理課社員）：布施博
- ナレーション：岸田今日子
- タケウケタ、町田真一、飯山弘章、岸端浩也、守祥子、加倉井えり、中上ちか、上田耕一、鈴木義男、皆川衆、森田順子、内藤奈月、浦崎宏、土方琢磨

スタッフ
- 脚本：吉田剛
- 監督：出目昌伸
- 音楽：小六禮次郎
- 撮影：原一民
- 音響効果：宮田塙
- 選曲：合田豊
- 技術協力：ビデオフォーカス
- 美術協力：舞クリエーション
- プロデューサー：佐藤涼一（テレビ朝日）、伊藤満、田辺隆史（東北新社）、林悦子（霧企画）
- 制作：テレビ朝日、東北新社、霧企画

### 2011年版
「松本清張特別企画・鉢植を買う女」。2011年11月9日、テレビ東京系列の「水曜ミステリー9」枠（21:00-22:48）にて放映された。
キャスト
- 上浜楢江：余貴美子 （中堅精密機械メーカーに30年勤める独身OL）
- 岸田茂子：泉ピン子 （社員食堂の従業員）
- 杉浦淳一：田中哲司 （楢江の顧客の一人で会計課出納係）
- 野川亜砂美：筒井真理子 （楢江の元同僚）
- 飯沼：佐藤二朗 （刑事）
- 上浜清子：佐々木すみ江 （楢江の母）
- 古河辰男：マギー （社員）
- 山口卓巳：山口翔悟 （社員）
- 下岡有作：渡辺いっけい （警視庁捜査一課の刑事）
- 老夫婦・夫：津村鷹志
- 老夫婦・妻：池田道枝
- 木島：松村邦洋 （花屋の店長）
- 権藤：加藤虎ノ介 （刑事）
- 林エリ：鈴木ちなみ （楢江の同僚）
- 小室尚子：小林きな子 （楢江の同僚）
- 上司：土田アシモ
- 上浜克也：浅見小四郎 （楢江の兄）
- 上浜利子：横尾香代子 （楢江の兄嫁）
- 管理人：中平良夫
- 不動産屋「利根山不動産」：水沢駿
- 不動産屋「丸谷土地建物」：中田春介
- 大木イチロー、裴ジョンミョン

スタッフ
- 脚本：西岡琢也
- 監督：大岡進
- 選曲：御園雅也
- 撮影協力：リーガロイヤルホテル東京、スポーツスパ アスリエ相模原、リビオ橋本タワーブロードビーンズ管理組合、町田市役所、町田いずみ浄苑、城山解体、戸田競艇場、江戸川競艇場、Francfrancfranc、報知新聞社 ほか
- 技術協力：フォーチュン、ブル、東通
- 美術協力：山崎美術
- 照明協力：ラ・ルーチェ
- 音楽協力：テレビ東京ミュージック
- プロデューサー：橋本かおり（テレビ東京）、小畑良治、椿宜和（角川映画）
- チーフプロデューサー：小川治（テレビ東京）
- 製作：テレビ東京、BSジャパン、角川映画

| 関西テレビ制作・フジテレビ系列 松本清張シリーズ | 関西テレビ制作・フジテレビ系列 松本清張シリーズ | 関西テレビ制作・フジテレビ系列 松本清張シリーズ |
| 前番組                                          | 番組名                                          | 次番組                                          |
| ----------------------------------------------- | ----------------------------------------------- | ----------------------------------------------- |
| 左の腕 （1966.1.25）                            | 鉢植を買う女 （1966.2.1）                       | 俺は知らない （1966.2.8）                       |

| テレビ朝日系列 土曜ワイド劇場                       | テレビ朝日系列 土曜ワイド劇場                  | テレビ朝日系列 土曜ワイド劇場   |
| 前番組                                              | 番組名                                         | 次番組                          |
| --------------------------------------------------- | ---------------------------------------------- | ------------------------------- |
| 札幌時計台殺人事件 （原作：木谷恭介） （1993.12.4） | 松本清張スペシャル 鉢植を買う女 （1993.12.11） | 女刑事・柏木冴子 （1993.12.18） |

| テレビ東京系列 水曜ミステリー9        | テレビ東京系列 水曜ミステリー9              | テレビ東京系列 水曜ミステリー9                   |
| 前番組                                | 番組名                                      | 次番組                                           |
| ------------------------------------- | ------------------------------------------- | ------------------------------------------------ |
| 松本清張特別企画 張込み （2011.11.2） | 松本清張特別企画 鉢植を買う女 （2011.11.9） | 松本清張特別企画 聞かなかった場所 （2011.11.16） |